# Simacourbe
Simacourbe ist eine französische Gemeinde mit 422 Einwohnern (Stand 1. Januar 2022) im Département Pyrénées-Atlantiques in der Region Nouvelle-Aquitaine (vor 2016: Aquitanien). Die Gemeinde gehört zum Arrondissement Pau und zum Kanton Terres des Luys et Coteaux du Vic-Bilh (bis 2015: Kanton Lembeye).
Die Bewohner werden Simacourbais und Simacourbaises genannt.

## Geographie
Simacourbe liegt ca. 30 km nordöstlich von Pau in der Region Vic-Bilh der historischen Provinz Béarn.
Umgeben wird Simacourbe von den Nachbargemeinden:
| Lannecaube        | Lalongue Lespielle                          | Escurès      |
| Lussagnet-Lusson  | Kompassrose, die auf Nachbargemeinden zeigt | Lembeye      |
| Monassut-Audiracq | Gerderest Maspie-Lalonquère-Juillacq        | Samsons-Lion |

Simacourbe liegt im Einzugsgebiet des Flusses Adour. 
Einer seiner Nebenflüsse, der Lées, durchquert das Gebiet der Gemeinde mit seinen Zuflüssen,
- dem Ruisseau de Labadie und
- dem gleichnamigen Lées und seinen Nebenflüssen,
  - dem Ruisseau de Mondane und
  - dem Ruisseau de Marchet.[2]

## Geschichte
Der Fund mehrerer Hügelgräber auf dem Gemeindegebiet belegt eine Besiedelung bereits seit der Frühgeschichte, die fortdauerte, denn Reste einer gallorömischen Villa sind ebenfalls zu Tage getreten. Im Mittelalter erlangte Simacourbe eine gewisse Bedeutung, denn bei der Volkszählung des Béarn im Jahre 1385 wurden 40 Haushalte gezählt. Das Dorf gehörte zur Bailliage von Lembeye. Das Dorf wurde in den Schriften auch als castelnau bezeichnet. Ein Castelnau (deutsch Neuburg, okzitanisch castèl nòu, im Vulgärlatein castellum novum) ist ein Dorf oder eine Stadt, die in der Nähe einer Erdhügelburg gegründet wurde. Dieser von Gräben umsäumte Erdhügel befand sich im heutigen Viertel Moncaubet. Das Dorf besaß ein Laienkloster, das dem Vicomte von Béarn unterstand und seinen Abt zu einem Sitz in der Ständeversammlung des Béarn berechtigte. Das Dorf entwickelte sich weiter und wurde im 18. Jahrhundert Sitz eines 44 Pfarrgemeinden umfassenden Erzpriestertums des Bistums Lescar. Die Grundherrschaft gehörte zur Markgrafschaft von Gassion.
Toponyme und Erwähnungen von Simacourbe waren:
- Cimacorba (12. Jahrhundert, Kopialbuch von Morlaàs, Blatt 7),
- Simacorba (13. Jahrhundert, fors de Béarn, Manuskript aus dem 14. Jahrhundert),
- Simbe-Corbe (1383, Verträge des Notars Luntz),
- Cimecorbe (1402, Volkszählung im Béarn),
- Sima-Curva (1418, Urkunden der Vicomté von Béarn),
- Symecorbe und Sumacourbe (1540 bzw. 1546, réformation de Béarn, Manuskriptsammlung des 16. bis 18. Jahrhunderts) und
- Simacourbe (1750, 1793 und 1801, Karte von Cassini, Notice Communale bzw. Bulletin des Lois).[3][4][5]

### Einwohnerentwicklung
Nach einem ersten Höchststand der Einwohnerzahl von rund 620 in der Mitte des 19. Jahrhunderts reduzierte sich die Zahl bis zu den 1970er Jahren auf 225 Einwohner. Seitdem ist ein Wachstumstrend zu verzeichnen, der bis heute andauert.
| Jahr      | 1962 | 1968 | 1975 | 1982 | 1990 | 1999 | 2006 | 2009 | 2022 |
| --------- | ---- | ---- | ---- | ---- | ---- | ---- | ---- | ---- | ---- |
| Einwohner | 244  | 260  | 225  | 234  | 303  | 342  | 351  | 352  | 422  |

## Sehenswürdigkeiten
- Pfarrkirche, geweiht dem Apostel Petrus. Im späten 11. Jahrhundert wurde der untere Teil der Apsis errichtet, im frühen 12. Jahrhundert der obere Teil sowie das einschiffige Langhaus und das Eingangsportal. Trotz zahlreicher Änderungen im Laufe der Jahrhunderte konnten viele Elemente der romanischen Zeit erhalten bleiben. In den Hugenottenkriegen wurde die Kirche wahrscheinlich in Brand gesteckt. Vermutlich in der zweiten Hälfte des 16. Jahrhunderts wurden das Kreuzrippengewölbe und die Seitenkapelle gebaut. Im 19. Jahrhundert wurde die Kirche weitgehend restauriert und 1853 bis 1854 der Glockenturm errichtet, wie Steinmetzzeichen belegen. Oberhalb der Archivolten  des Eingangsportals trägt ein kreisförmiger Stein ein auf dem Kopf stehendes Christusmonogramm. Er ist vermutlich eine Wiederverwendung nach den Verwüstungen der Hugenottenkriege des 16. Jahrhunderts. Ein zackenförmiges Ornament umsäumt das Symbol, in dem die Wörter „Pax“, „Lux“, „Lex“ und „Rex“ (deutsch Frieden, Licht, Recht, König) eingraviert sind. Die Apsis ist außen reich mit Ornamenten auf zwei Ebenen verziert, was einen Kontrast zur Sachlichkeit des Kircheninneren bildet. Viele Ausstattungsgegenstände aus dem 18. und 19. Jahrhundert sind als nationale Kulturgüter registriert. Die Pfarrkirche ist bereits seit dem 19. Mai 1925 als Monument historique klassifiziert.[8][9][10][11]

- Schloss Parage. Im Jahre 1754 wohnte Jacques de Lomagne Tarride, Grundherr von Barinque und Escurès, in seinem Schloss in Simacourbe. Dies lässt darauf schließen, dass es kurz vorher als Ersatz des früheren Laienklosters und unter Wiederverwendung von Gebäuden errichtet worden war. Vom Laienkloster blieb ein Wappen auf dem Sturz der Eingangstür und das Dekor der Fenster erhalten. Der Kamin der früheren Küche stammt aus der zweiten Hälfte des 16. Jahrhunderts, Eingangshalle und Treppe aus der zweiten Hälfte des 17. Jahrhunderts. Während der Französischen Revolution wurde das Schloss als „nationales Eigentum“ verkauft. Im 19. Jahrhundert gehörte es der Familie Parage, die ihm seinen heutigen Namen gab. 1873 richtete die Gemeinde das Rathaus, eine Mädchenschule und die Wohnräume des Lehrers in dem Anwesen ein. Auch heute noch birgt es die kommunale Schule. Das ausgedehnte, rechteckige Gebäude besitzt zwei Etagen und ein Dachgeschoss. Es wird flankiert von einem runden Treppenturm. Die Fassade zeigt eine asymmetrische Anordnung, die die Wiederverwendung des früheren Wohntrakts beim Bau des Schlosses zeigt.[12][13]

- Kapelle, geweiht Martin von Tours. Der romanische Bau im Ortsteil Moncaubet stammt aus dem 12. oder 13. Jahrhundert. In der ersten Hälfte des 18. Jahrhunderts wurde die Kapelle restauriert, wobei ein Sturz, in dem die Jahreszahl „1735“ eingraviert wurde, aus dem 16. Jahrhundert stammt und bei der Restaurierung wiederverwendet wurde. Das Langhaus, das ein Haupt- und ein Seitenschiff birgt, besitzt einen Glockengiebel mit einer Glocke, die vermutlich aus dem 15. Jahrhundert datiert und somit eine der ältesten erhaltene im Béarn ist. Die Kapelle birgt Ausstattungsgegenstände aus dem 17. bis 19. Jahrhundert, die als nationale Kulturgüter registriert sind. Bei der Aktualisierung des Eintrags im Jahr 1993 war die Kapelle in einem schlechten Zustand.[14]

## Wirtschaft und Infrastruktur
Handel und Dienstleistungen sind die wichtigsten Wirtschaftsfaktoren der Gemeinde.

### Bildung
Die Gemeinde verfügt über eine öffentliche Vor- und Grundschule mit 56 Schülerinnen und Schülern im Schuljahr 2017/2018.

### Geistliche Einrichtungen
Seit Oktober 2009 gibt es einen Konvent Unbeschuhter Karmelitinnen in Simacourbe.

### Verkehr
Simacourbe ist erreichbar über die Routes départementales 104, 143, 207, 227, 543 und 943 (ehemalige Route nationale 643) und ist mit einer Linie des Busnetzes Transports 64 über Pau mit anderen Gemeinden des Départements verbunden.

## Sport
Im Jahr 2024 führte die Tour de France auf der 13. Etappe durch Séméacq-Blachon. Auf der D943 wurde mit der Côte de Simacourbe (316 m) eine Bergwertung der 4. Kategorie abgenommen. Diese wies auf einer Länge von 1,8 Kilometern eine durchschnittliche Steigung von 6,4 % auf. Der Norweger Tobias Halland Johannessen gewann die Bergwertung.

## Persönlichkeiten
- Jean Lafourcade-Camarau (1818–1880). Geboren in Simacourbe, verließ er 1834 den elterlichen Bauernhof, um zuerst in Paris, später in Brasilien einen Reichtum mit Immobiliengeschäften zu machen. Er kehrte nach Simacourbe zurück, kaufte den Bauernhof zurück, den sein Vater in der Zwischenzeit hatte verkaufen müssen, und wurde Bürgermeister der Gemeinde. Er betrieb in Pau weiterhin Immobiliengeschäfte, indem er Häuser kaufte und sie in Luxushotels umwandelte. Er ließ zwischen 1867 und 1872 das Hôtel de Gassion in Pau errichten, das bald bis zum Ersten Weltkrieg als Zentrum der Aristokratie galt.[20]

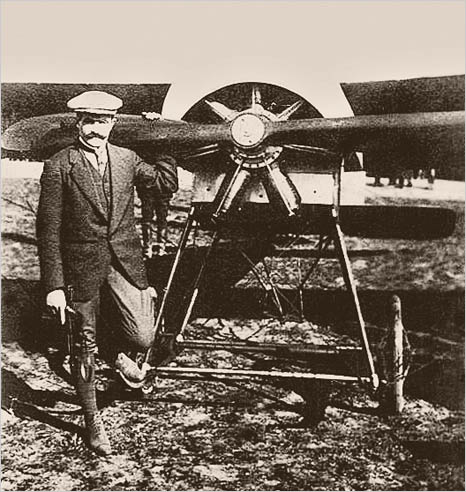
Paul Castaibert

- Paul Castaibert, geboren am 11. November 1883 in Simacourbe, gestorben am 19. Mai 1951 in Montevideo, Uruguay, war Pionier des Flugwesens in Argentinien und Begründer des Flugzeugbaus in Argentinien. Als er 1908 die Fliegerschule der Brüder Wright in Pau besuchte, entschied er sich, nach Argentinien auszuwandern. Er richtete 1910 in Buenos Aires zunächst eine Garage für die Reparatur von Autos ein, aus der ein Jahr später ein Taxiunternehmen mit sechs Autos erwuchs. Gleichzeitig mietete er einen kleinen Hangar mit der Firmenbezeichnung Construction et Réparation d´Aéroplanes. Dort arbeitete Paul Castaibert als Konstrukteur von Flugzeugen und Fluglehrer auf seinen Maschinen. Bereits im ersten Jahr baute er sein erstes Modell 910-1°. Sein drittes Modell, 910-3°, war das erste, das in eine kleine Serie ging. Ende 1916 schloss und verkaufte Paul Castaibert seine Firmen in Argentinien und übersiedelte nach Montevideo. Dort nahm er als Fluglehrer am Aufbau der Luftwaffe von Uruguay teil. Nachdem der Leiter der Militärschule und Freund, Juan Manuel Boiso Lanza, am 10. August 1918 am Steuer eines seiner Flugzeuge tödlich verunglückte, gab Paul Castaibert alle Aktivitäten der Fliegerei auf und verkaufte bis an sein Lebensende nur noch Autos.[21]

| Kenngröße            | Daten                   |
| -------------------- | ----------------------- |
| Länge                | 7,00 m                  |
| Spannweite           | 9,75 m                  |
| Höhe                 | 2,35 m                  |
| Flügelfläche         | 18,75 m²                |
| Leergewicht          | 280 kg                  |
| Motor                | Gnome Rhône Omega 50 PS |
| Reisegeschwindigkeit | 100 km/h                |
| Dienstgipfelhöhe     | 3500 m                  |
| Flugdauer            | 3 Stunden               |